# Sesostris-II.-Pyramide
Die Sesostris II.-Pyramide des Sesostris II., dem in der 12. Dynastie die Kultivierung der ehemaligen Sümpfe des Fayyum-Beckens zuerkannt wird, errichtete in Al-Lahun am Eingang des Bahr Yusuf (Josefs-Kanal) in ebendiesem Gebiet seine Pyramide. Mit einer Seitenlänge von 106 Metern und einer Neigung von 42° 35' besaß sie eine Höhe von 48,6 m.

## Forschungsgeschichte
In der Neuzeit wurde die Sesostris-II.-Pyramide erstmals von Dominique-Vivant Denon während Napoleons Ägypten-Expedition 1798–1801 dokumentiert. Eine erneute Dokumentation der Pyramide führte 1839 John Shae Perring durch. Die Publikation erfolgte 1842 durch ihn selbst und durch Richard William Howard Vyse. Karl Richard Lepsius besuchte Illahun während seiner Ägypten-Expedition 1842–1846 und dokumentierte im Mai 1843 die dortigen Ruinen. Die Sesostris-II.-Pyramide nahm er unter der Nummer LXVI in seine Pyramiden-Liste auf.
Erste systematische Ausgrabungen führte zwischen 1888 und 1890 der englische Archäologe Flinders Petrie durch. Dabei entdeckte er die Pyramidenstadt Kahun, die er großflächig ausgrub. In der zweiten Grabungssaison wurde der Eingang der Pyramide entdeckt und das unterirdische Kammersystem erforscht. Nachdem er sich zeitweilig anderen Fundorten zugewendet hatte, kehrte Petrie 1914, 1920 und 1921 nochmals nach Illahun zurück, um weitere Grabungen im Umfeld der Pyramide durchzuführen. Petries Untersuchungen stellen bis heute den bedeutendsten Forschungsbeitrag zur Sesostris-II.-Pyramide dar. Zwischen 1991 und 1997 führte ein Team des Royal Ontario Museum unter Leitung von Nicholas Millet einige kleinflächige Grabungen in der Pyramidenstadt und am Oberbau der Pyramide durch.

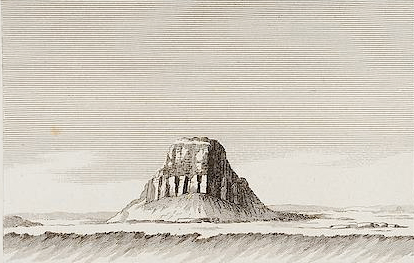
Ansicht nach Denon
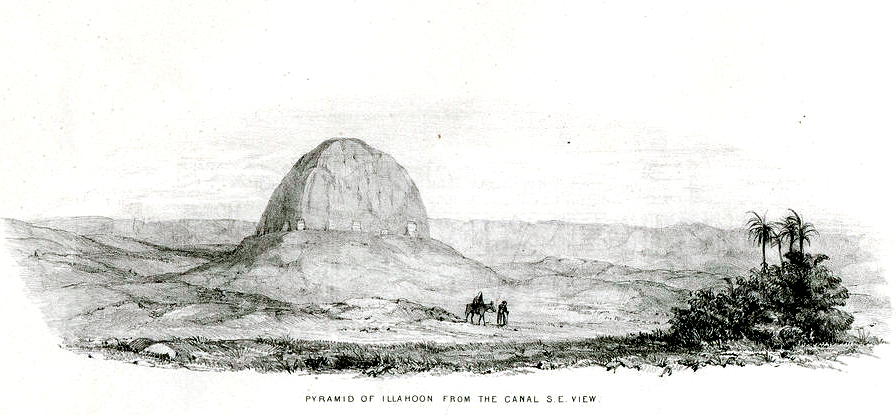
Ansicht nach Perring
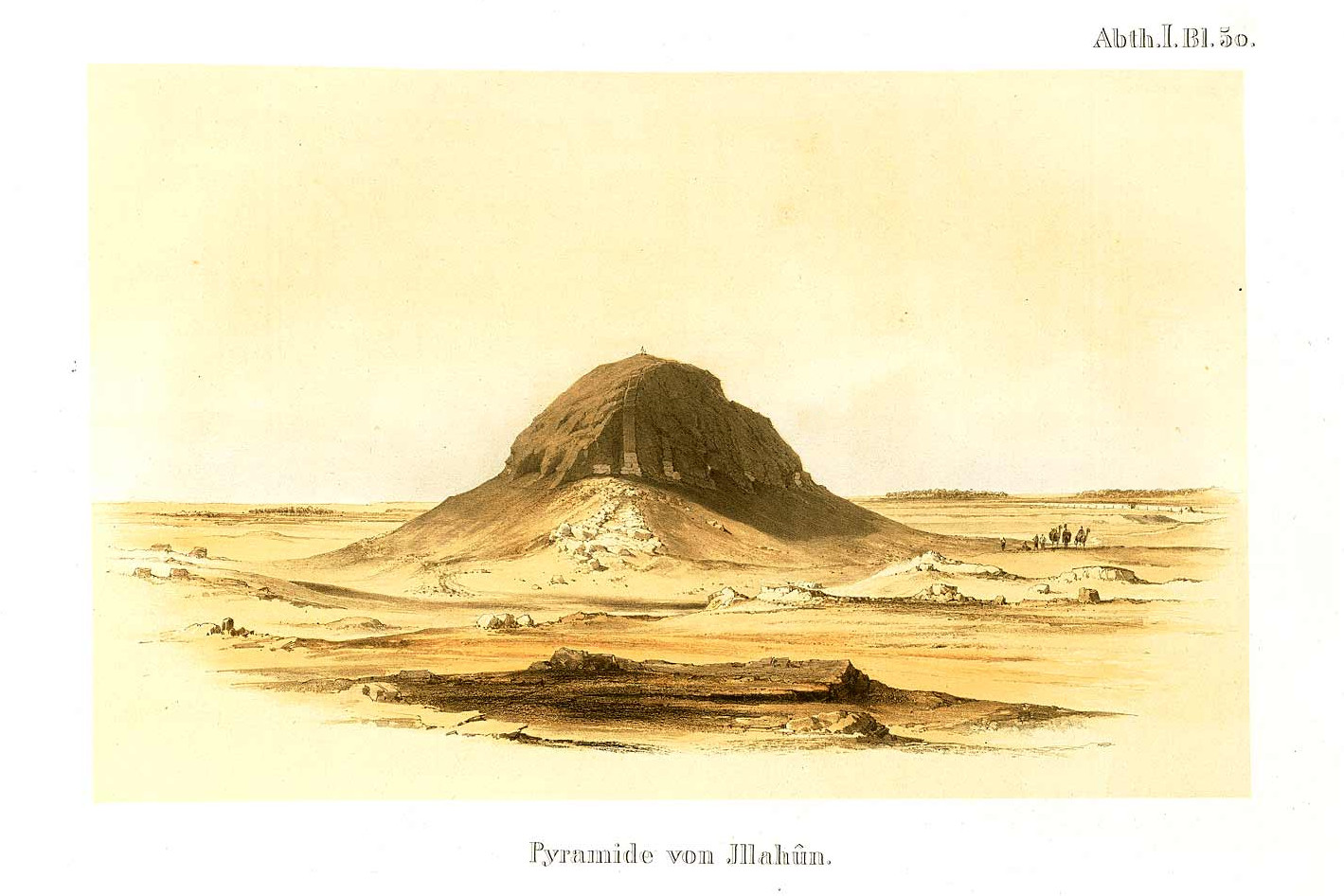
Ansicht nach Lepsius

## Name
Eine Besonderheit der Pyramiden der 12. Dynastie ist die Verwendung unterschiedlicher Namen für verschiedene Teile des Pyramidenkomplexes. Während die Anlagen des Alten Reiches lediglich einen Namen für den gesamten königlichen Grabkomplex besaßen, hatten die Anlagen der 12. Dynastie bis zu vier Namen, welche die eigentliche Pyramide, den Totentempel, die Kultanlagen des Bezirks sowie die Pyramidenstadt bezeichneten. Für die Sesostris-II.-Pyramide sind zwei Namen belegt. Der Name der eigentlichen Pyramide ist unbekannt. In älterer Literatur wurde ihr der Name Cha-Senweseret („Sesostris erscheint“) zugewiesen, was noch in den 1990er Jahren von Mark Lehner und Miroslav Verner übernommen wurde. Dieter Arnold konnte hingegen bereits Ende der 1980er Jahre belegen, dass Cha-Senweseret die Pyramidenstadt der Sesostris-I.-Pyramide in Lischt bezeichnet. Der Bezirk der Sesostris-II.-Pyramide mit dem Totentempel und der Kultanlage hieß Sechem-Senweseret („Sesostris ist mächtig“). Die Pyramidenstadt trug den Namen Hetep-Senweseret („Sesostris ist in Frieden“).

## Die Pyramide

### Der Oberbau
Der Kern der Pyramide besteht aus einem vierstufigen Stumpf aus Kalkstein, der mit einem Kalksteinrahmen versehen wurde, gebildet aus quer und radial liegenden Mauern. Die so gebildeten Hohlräume dieses Kalksteinskeletts wurden mit Lehmziegeln verfüllt. Lehmziegel formten dann auch die Spitze des Bauwerks.
Ein umlaufender, in den Fels geschlagener Fundamentgraben bildete die Basis für die feine Kalksteinverkleidung des Grabmals. Zusätzlich hat man einen mit Kies gefüllten Drainage-Kanal eingebaut.
Leider wurde wie bei allen ägyptischen Pyramiden im Laufe der Jahrhunderte die Kalksteinverkleidung abgetragen und zu Dünger gebrannt. Ohne diesen Schutzmantel sind die Schlammziegel sehr witterungsanfällig und so bietet das Bauwerk heute einen zerfallenen Anblick.

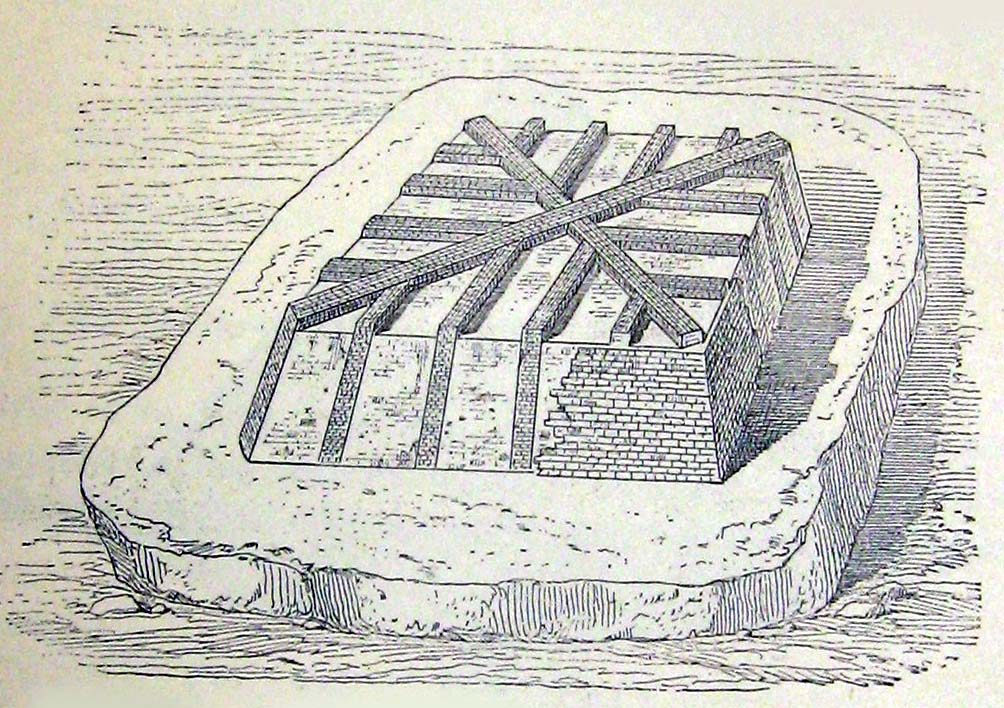
Verstärktes Mauerwerk der Pyramide
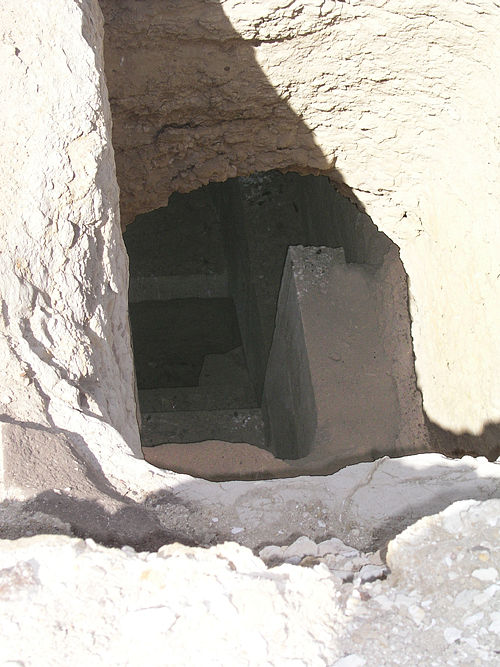
Eingang zur Pyramide
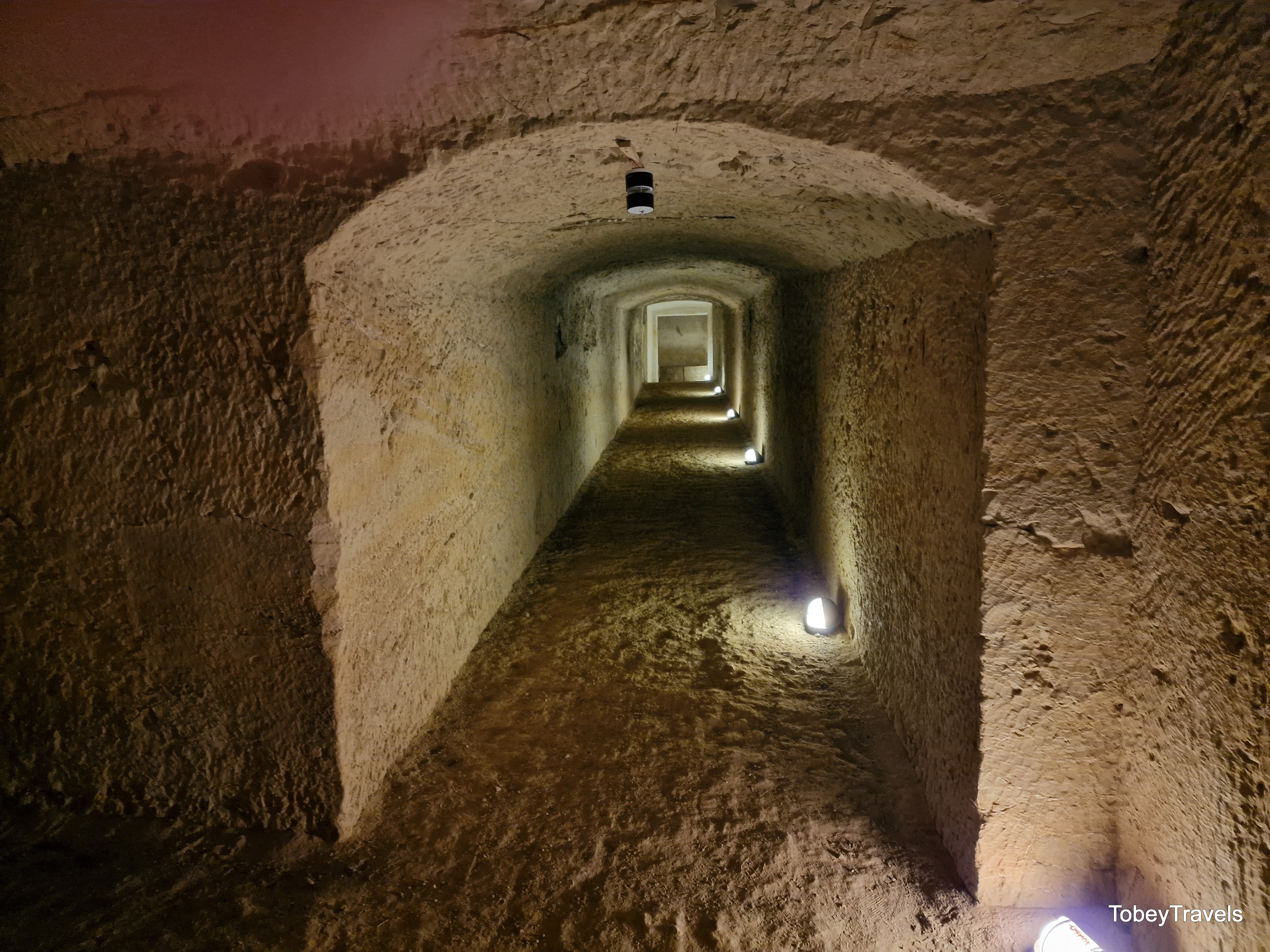
Seitengang zur Grabkammer
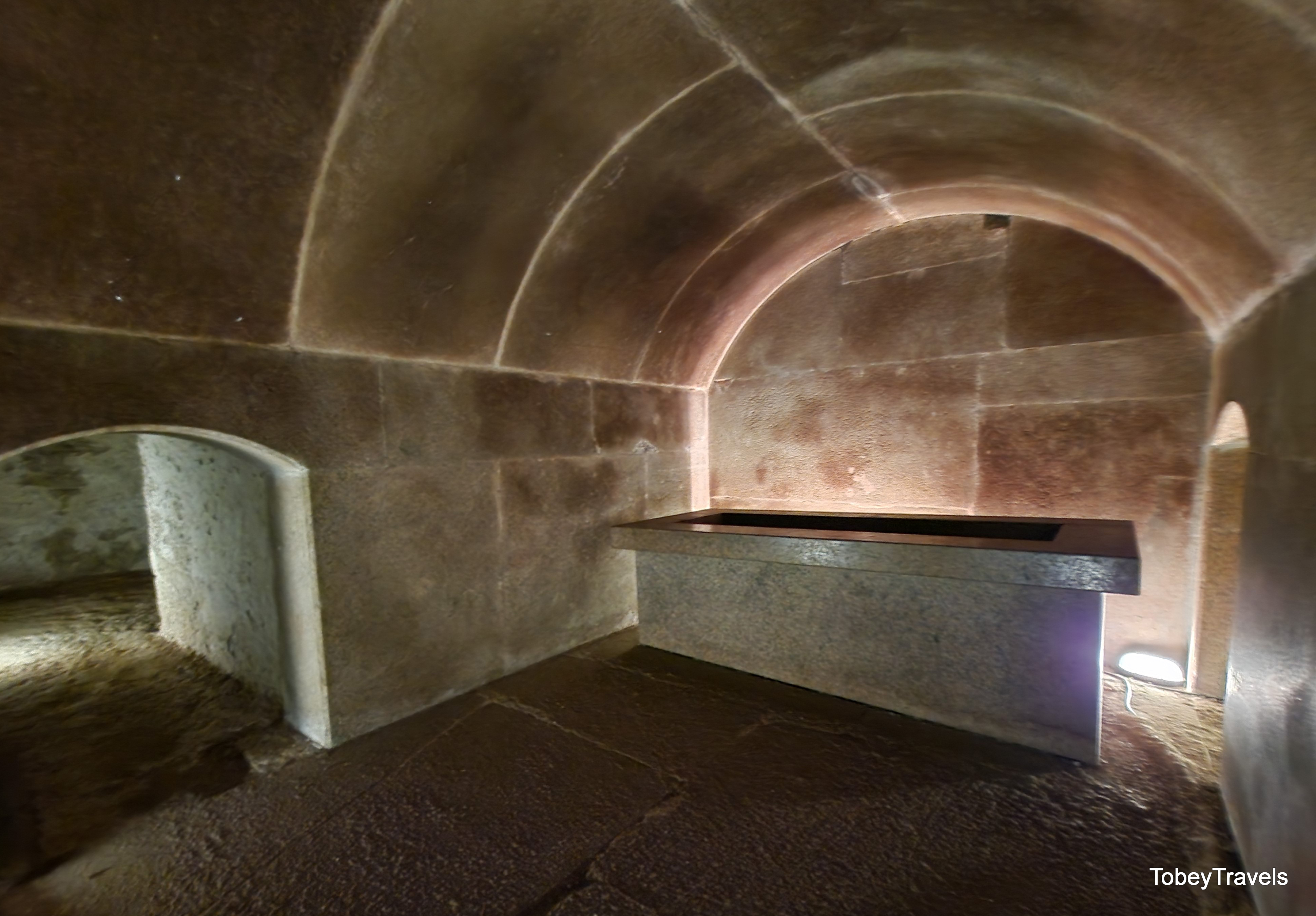
Sarkophag von Sesostris II.
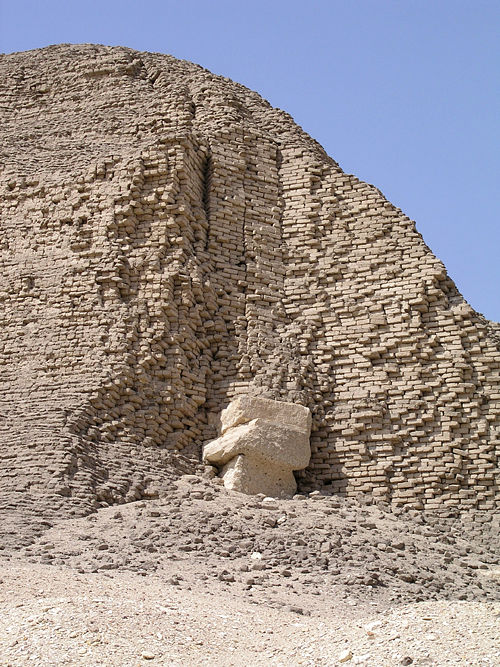
Inneres Mauerwerk

### Das Kammersystem
Mehrere Monate hat Flinders Petrie erfolglos damit verbracht, den Eingang zur Pyramide zu finden, der sich üblicherweise im Norden befinden sollte.
Für sein Grab hatte Sesostris II. jedoch eine andere Idee: der Eingang befand sich versteckt als 16 m tiefer Schacht außerhalb der Pyramide an der Südost-Ecke. Für den Transport des Sarkophages und der Grabbeigaben war dieser senkrechte Zugang viel zu eng, sodass man einen weiteren Bauschacht anlegen musste, dessen Zugang später von dem Grab einer unbekannten Prinzessin maskiert wurde.

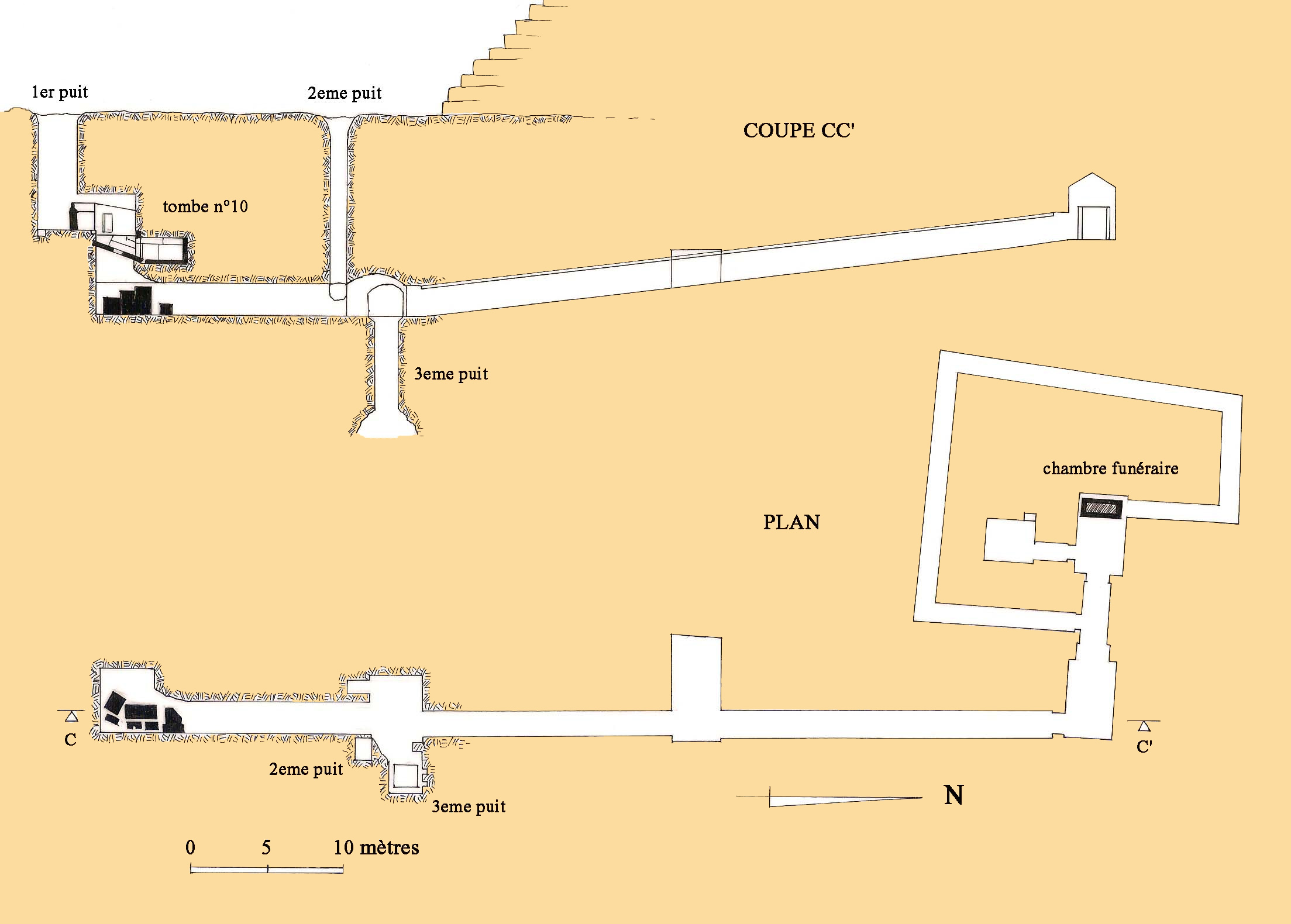
Die Substruktur

Beide Schächte sind durch einen horizontalen Gang miteinander verbunden, der zu einer Halle mit Gewölbedecke führt. Am Ostende dieser Halle führt ein senkrechter Schacht in die Tiefe und endet im Grundwasser.
Von der Halle aus führt ein ansteigender Korridor über eine weitere Kammer in den Südost-Bereich des Pyramideninneren zu einer Vorkammer, die rechtwinklig abzweigend zur eigentlichen Grabkammer führt. Die Grabkammer ist komplett mit Granit ausgekleidet und hat ein Giebeldach. An ihrem Westende steht der Sarkophag des Königs aus Rosengranit, eine kleine Passage führt in einen Nebenraum. Hier fand Petrie im Schutt Teile der Grabausstattung, vor allem einen königlichen Uräus aus Gold, der das Stirnband des Herrschers schmückte und von den antiken Grabräubern wohl verloren wurde.
Eine weitere Besonderheit ist ein umlaufender Gang, der zwischen Vorkammer und Grabkammer abzweigt, rund um die Grabkammer führt und am Kopfende des Sarkophags in diese mündet. Die Bedeutung dieses Ganges ist unter den Ägyptologen noch strittig.

## Der Pyramidenbezirk

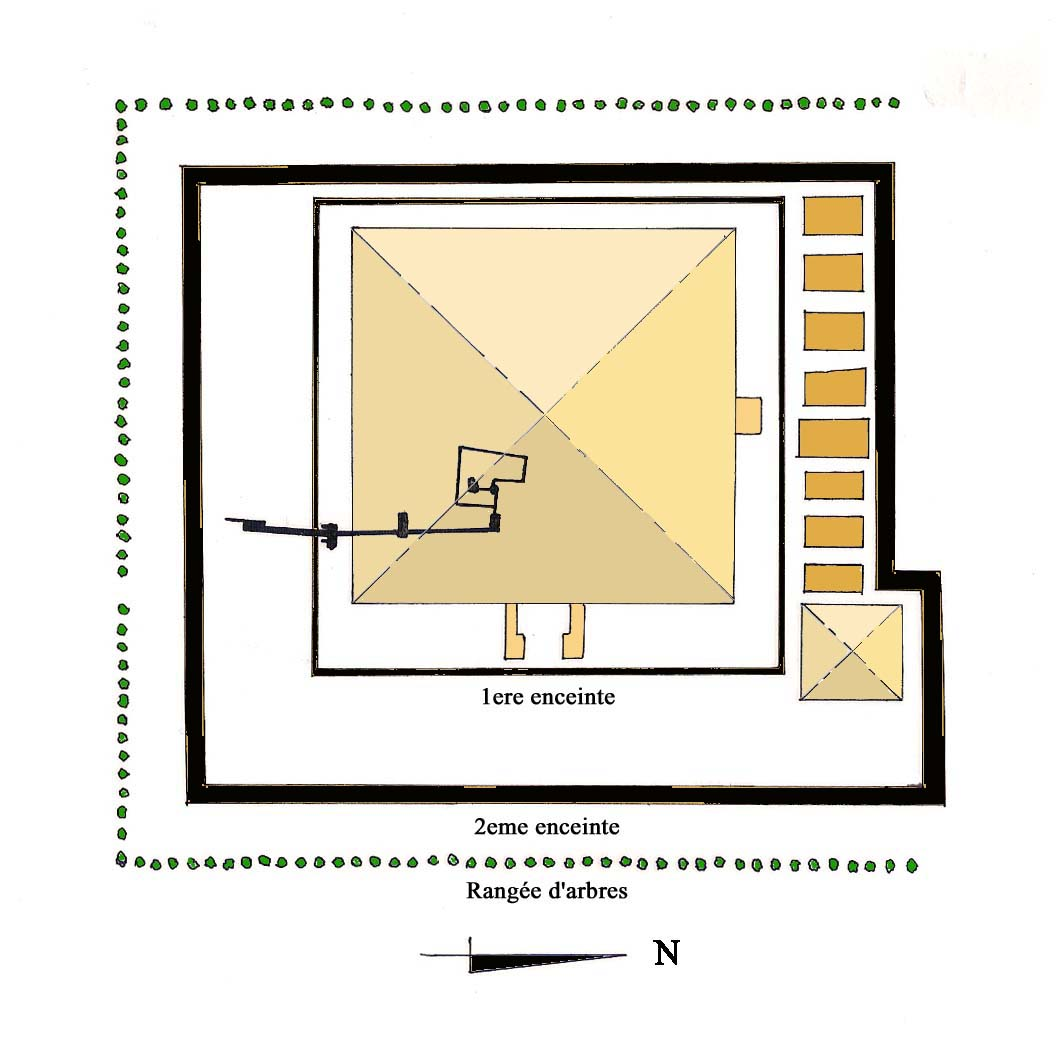
Grundriss des Pyramidenbezirks

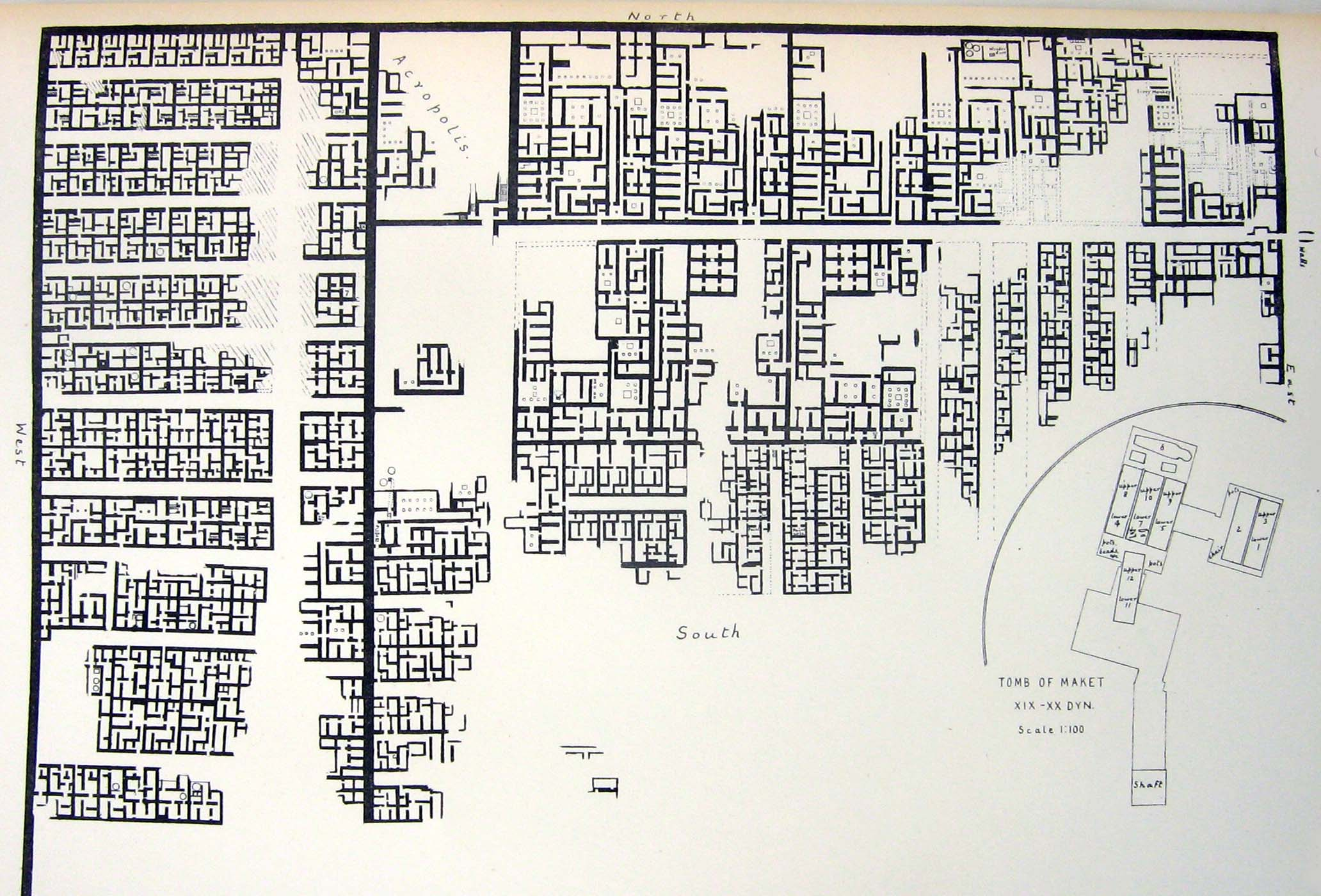
Plan der Pyramidenstadt Kahun

Eine gründliche Bestandsaufnahme des Bereichs um die Pyramide ist bisher nicht erfolgt. So hat man aus den diversen Grabungen nur wenige Ergebnisse sammeln können. Die Umfassungsmauer war mit Nischen verziert, im Gedenken an die Djoser-Pyramide aus der 3. Dynastie. Der Grundriss des Totentempels ist noch immer unerforscht, ebenso die Lage der Einmündung des offenen Aufwegs in den Pyramidenbezirk.
Der wohl bekannteste Fund aus dem Komplex ist der Schmuck der Prinzessin Sithathoriunet, einer Tochter des Königs. Die zugegipste Höhlung mit ihren fünf Schmuckkästen haben die antiken Grabräuber übersehen, bis Brunton und Petrie 1913 das Grab untersuchten.
Neben diesen Schachtgräbern zweier Prinzessinnen lokalisierte man an der Nordseite acht Mastaba-Gräber, die jeweils mit Schlammziegeln um einen Kalksteinkern herum errichtet waren. In der Nordost-Ecke befindet sich eine kleine Nebenpyramide mit einem Basismaß von 27,6 m und einer ehemaligen Höhe von etwa 18 Metern. Petrie hat hier intensiv nach einer Grabkammer gesucht, jedoch erfolglos. So ist bis heute unklar, ob es sich um eine Königinnen- oder Kultpyramide gehandelt hat.
Der Aufweg wurde bis heute nicht erforscht. Man kennt die Lage des Taltempels, aber nicht dessen Grundriss. Von erheblicher Bedeutung war jedoch die Auffindung der Pyramidenstadt Hetep Senwosret („Sesostris ist zufrieden“). Besser bekannt unter dem Namen al-Lahun wurde hier ein hervorragendes Zeugnis über die altägyptische Stadtentwicklung entdeckt und es wurden zahlreiche Papyri aufgefunden.